# Катетов, Мирослав
Мирослав Катетов (чеш. Miroslav Katětov; 1918—1995) — чехословацкий математик, ректор Карловского университета (1953—1957), академик Академии наук Чехословакии (1962). Основные труды — по общей топологии.
Также известен как шахматист: международный мастер и участник крупных международных турниров.

## Биография
Родился в Чембаре (ныне — город Белинский Пензенской области) в семье добровольца Чехословацкого корпуса и русской матери, с 1923 года жил в Чехословакии.
В 1935—1939 годы учился на факультете наук Карлова университета в Праге.
В связи с началом войны, университеты были закрыты и учёбу пришлось прекратить.
Свою диссертацию он подал на рассмотрение незадолго до закрытия университета, но защитить её пришлось только после войны, в июне 1945 года.
Во время войны работал в психологическом институте, занимался статистическим анализом данных, при этом участвовал в частных математических семинарах (университеты в годы войны были закрыты), в 1940 году опубликовал первую работу по топологии.
С 1945 года работает в Карловом университете на факультете наук (чеш. přírodovědecké), а в 1952 году стал первым деканом образованного математико-физического факультета. С 1953 года — профессор, в том же году удостоен государственной премии Чехословакии за работы по теории размерности и избран членом-корреспондентом Академии наук ЧССР. В период с 1953 по 1957 год был ректором Карлова университета. С 1961 года работал в Математическом институте Академии наук ЧССР, а с 1962 года — действительный член национальной академии.
С 1989 года принял активное участие в реформе Академии наук Чехословакии.

## Математика
Катетов опубликовал около 70 научных статей, в основном по общей топологии и функциональному анализу, поздние работы посвящены математической теории энтропии и приложениям математики к психологии и медицине.
В работе 1951 года установил тождество топологической и большой индуктивной размерности для метрических пространств, именно этот результат был отмечен чехословацкой государственной премией.
Среди других общетопологических результатов:
- Доказательство существования жёсткой булевой алгебры.
- Промежуточная теорема для нормальных пространств.
- Обобщение результата Сироты по характеристическим свойствам компактности для паракомпактных пространств.
- Нахождение фундаментальных свойств порядка Рудина — Кейслера[англ.] на ультрафильтрах.
- Вложимость {\displaystyle [0,1]} в равномерное пространство[англ.].
- Исторически первое доказательство существование топологии Маккея[англ.].
- Ответил на вопрос Урысона о существовании неполного универсального конечно-однородного пространства.[5]

Результат 1970-х годов — модель распространения рассеянного склероза, построенная средствами теории катастроф, также среди поздних публикаций — работы по функциональному анализу и шенноновской энтропии.

## Шахматы
Национальный мастер по шахматам с 1938 года, в 1942 и 1946 годах был чемпионом Праги, а на чемпионате Чехословакии 1946 года занял 2-е место. С 1951 года международный мастер.
Участник матча Москва — Прага 1946 года. Лучший результат в международном турнире: Прага (1943) — 3-е место (после Александра Алехина и Пауля Кереса). Составитель шахматных задач и этюдов.